# خيانة عاطفية
الخيانة العاطفية تعني وجودَ علاقةٍ غير شرعية (لم تصل إلى حد الزنا) ، خارج إطار الزواج ، سواء أكانت مظاهر تلك العلاقة عبارة عن كلمات مباشرة ، أم بواسطة مراسلات أم عبارة عن تواصل عبر مكالمات هاتفية، أم لقاءات ذات أهداف عاطفية ، وما يترتب عليها من مشاعر جنسية وعلاقات عاطفية ، وإن لم تصل العلاقة لدرجة الاتصال الجنسي.، وبهذا تكون المحادثات العاطفية واللقاءات الرومانسية والخلوة والمراسلات الغرامية عبر وسائل الاتصال وبرامج التواصل أو الإنترنت خارج نطاق الشرعية الزوجية كلها داخل في الخيانة العاطفية. ومع الانفتاح العالمي وثورة الاتصالات تعددت وسائل وأساليب وصور الخيانة الزوجية، فبرامج التواصل في تطبيقات الأجهزة الهاتفية، ومواقع التعارف على شبكة المعلومات العالمية (الإنترنت) أذكت ووسعت دائرة الخيانة من الممارسات العملية التقليدية (الزنا ومقدماته) إلى الجنس الصوتي أو المرئي أو كلاهما معاً (عبر برامج التواصل بالصوت والصورة مثل برنامج سكايب)، فضلاً عن مئات البرامج التي تُعنى بالتعارف بين الجنسين باشتراكات مالية رمزية.

## مفهوم الخيانة العاطفية
يعرفها كلاس: «تورط سري عاطفي ينتهك الالتزام بحصرية العلاقة» ، وبالتالي يمكن تعريف الخيانة العاطفية: (كل علاقة عاطفية غير شرعية تربط رجلا متزوجا أو امرأة متزوجة بطرف آخر خارج نطاق الزوجية)أو هو خرق لعقد الزوجين المفترض أو المنصوص عليه فيما يتعلق بالحصرية العاطفية و / أو الجنسية.

## أنواع الخيانة العاطفية
الخيانة العاطفية دركات بعضها أسوأ من بعض فقد تكون الخيانة مجرد معاكسة عابرة ، أو محادثة طارئة، وقد تتطور إلى مقابلة مرتبة أو خلوة محرمة يقع فيها مقدمات الفاحشة أو الفاحشة العظمى (الزنا). كما يمكن أن تصنف الخيانات بحسب وسيلتها التي توصل بها الإنسان إلى الخيانة ، وقد جاء الحديث ببعض أنواعها في قول النبي : (إن الله كتب على ابن آدم حظه من الزنا، أدرك ذلك لا محالة، فزنا العين النظر، وزنا اللسان المنطق، والنفس تمنى وتشتهي، والفرج يصدق ذلك، ويكذبه) متفق عليه. وفي رواية لمسلم قال : (كتب على ابن آدم نصيبه من الزنا مدرك ذلك لا محالة، العينان زناهما النظر، والأذنان زناهما الاستماع، واللسان زناه الكلام، واليد زناها البطش، والرجل زناها الخطأ، والقلب يهوى ويتمنى، ويصدق ذلك الفرج، ويكذبه)؛ وبناء عليه هناك أنواع من الخيانات:

### الخيانة البصرية
وهي التي تكون بالنظر ، وقد جاء وصف خيانة العين في القرآن ، قال الله تعالى:﴿يعلم خائنة الأعين﴾ (سورة غافر - الآية 19) ، وقول النبي (فزنا العين النظر) أي: حظها النظر على قصد الشهوة فيما لا يحل له، وقد ورد (النظر سهم مسموم من سهام إبليس) ؛ لأن النظر قد يجر إلى الزنا فتسمية مقدمة الزنا بالزنا هو من باب إطلاق للمسبب على السبب؛ وعليه فإن رؤية الأفلام الإباحية أو النظر إلى المحرمات بقصد الشهوة كلها تقع في هذا النوع.

### الخيانة السمعية
وهي التي تكون الخيانة فيها عن طريق الاستماع إلى المحرمات والتلذذ بشهوة إلى الكلمات والأصوات التي لا يحل الاستمتاع بها الا عندما تكون من قبل الزوج أو الزوجة مثل استماع أحد الزوجين إلى الكلام الجنسي من قبل طرف ثالث. (زناهما الاستماع) أي: إلى كلام الزانية أو الواسطة.

### الخيانة القولية
وهي الكلمات والعبارات التي يتكلم بها أحد الزوجين لطرف ثالث مما لا يحل أن يتكلم بها الا للزوج أو زوجة.مثل ممارسة الغزل والحب وقد يمارس الطرفان الجنس اللفظي على الهاتف أو عبر الإنترنت دون أن يكون بينهما لقاء جسدياً.

### الخيانة الذهنية أو التخيلية
ويقصد بها أن يقوم أحد الزوجين بالتمني والتخيل والتفكير بمن يرغب ويشتهي ممارسة الجنس معه (غير الزوج أو الزوجة)، وهو محرم؛ إذ قد يتمكن من قلب الإنسان ووجدانه فيتحول إلى سلوك.

### الخيانة الجسدية
وهي من أعظمها وهي تتدرج من التلامس الجسدي كمسك اليدين والاحتضان والتقبيل إلى مواقعة الزنا.

### الخيانة الكتابية
وهي التي تكون الخيانة فيها بواسطة الكتابة، مثل كتابة رسائل غرامية على الطرف الثالث.وقد كثر هذا النوع من الخيانة مع اتساع استخدام الإنترنت والهواتف وبرامج التواصل الاجتماعي.

## الخيانة بحسب طبيعة العلاقة
أنواع الخيانة بحسب طبيعة العلاقة يمكن تقسيمها إلى ثلاثة أنواع هي:

### الخيانة الجنسية
وهي الحالة التي يصل فيها الطرفان إلى الممارسة الجنسية الكاملة (الزنا).وهي أعلى درجات الخيانة الجسدية.

### الخيانة العاطفية
وهي الحالة التي يكتفي فيها الطرفان بتبادل الكلمات وربما القبلات، ولكن دون الممارسة الجنسية، ويكثر هذا النوع عبر وسائل الاتصال والانترنت حيث يكون الطرفان بعيدين عن بعضهما.

### الخيانة العاطفية والجنسية
وهي الحالة التي يجمع فيها الطرفان النوعين السابقين.

## الفرق بين الجنسين في الخيانة

### الفرق بين الجنسين في الموقف من خيانة الشريك
هناك اختلاف في هل يوجد فرق في رد الفعل أو الموقف من الخيانة بحسب اختلاف الجنس أو لا؟، ففي حين يرى بوس وآخرون (Buss, et al., 1992): أن رد فعل الرجال من خيانة شريكهم في الخيانة الجنسية أكبر من النساء بينما رد فعل النساء في الخيانة العاطفية أكبر من الرجال، بينما يرى آخرون أنه لا يوجد فرق بين الجنسين في ذلك.

## علاقة العمر الزواجي بالخيانة
يرى بعض الباحثين أن هناك فترات من العمر الزوجي تزداد فيها احتمالية وقوع أحد الزوجين في الخيانة، وهي تختلف بحسب الجنس.وقد كشف بحث أجراه بعض علماء الاجتماع في نيويورك عام 2000 م عن وجود فترتين زمنيتين قد تنشأ فيهما العلاقة المحرمة خارج حدود العلاقات الزوجية، وأجري البحث على عينة بلغت (3432) بالغاً من الأمريكيين ذكورًا واناثاً ، وكانت النتائج أن احتمال خيانة المرأة المتزوجة تكون في ذروتها في السنوات الخمس الأولى من الزواج، وتأخذ في الانخفاض تدريجياً.أما بالنسبة للرجال فإن هناك فترتين خطيرتين جداً لاحتمالية وقوع الزوج في الخيانة الأولى هي السنوات الأولى من الزواج والثانية بعد عشرين عاماً من الزواج، وقد أشار شينكمان (2005) إلى أن السنوات الأولى من الزواج تعتبر بوضوح خطوط حمراء تنذر بحدوث خيانة زوجية.
بينما وجدت دراسة أجراها ليو (2000) أن احتمال وقوع المرأة في نوع من الخيانة الزوجية بلغ ذروته في السنة السابعة من زواجهما ثم انخفض بعد ذلك؛ أما بالنسبة للرجال المتزوجين ، فكلما طالت فترة العمر زواجي، تقل احتمالية مشاركتهم في الخيانة الزوجية، ما عدا خلال مرحلة حرجة في السنة الثامنة عشرة من الزواج، حيث تزداد في هذه المرحلة فرصة انخراط الرجال في الخيانة.

## الخيانة وعلاقتها بالحمل والولادة
هناك بعض الدراسات التي كشفت نتائجها عن حالات تمر بها الزوجة تزداد بها احتمالية تورط الزوج في الخيانة، فقد كان من نتائج دراسة (وايزمان وآخرون، 2007 م) : إن احتمالية تورط الأزواج الذين تمر زوجاتهم بفترة الحمل في الخيانة أكبر من احتمالية الأخرين الذين لم تمر زوجاتهم بفترات الحمل. وهذا يكشف أثر العلاقة الجنسية والعاطفية اللتين تتأثران سلباً في حال حمل الزوجة كفترة الوحم أو ما بعده.

## أسباب الخيانة
1. ضعف الوازع الديني: وهو سبب أساسي للخيانة بشكل عام[16] فالرسول يقول:(لكل غادر لواء ينصب بغدرته).[17] كشفت نتائج دراسة وايزمان وآخرون (2007 م) أن خطر الوقوع في الخيانة يرتبط ارتباطاً سلبياً مع درجة التدين، بمعنى كلما انخفض التدين زاد احتمال وقوع الزوج أو الزوجة في الخيانة.وهذا يعزز من أهمية عامل التدين في استقرار الأسرة عمومًا وتنمية الحب والود بين الزوجين.[18] ، كما أظهرت نتائج دراسة (خليل، 1991 م)، أنّ قلة التدين وضعف الوازع الديني وعدم الخوف من الله ومراقبته يُعدُّ من أهم وأكبر الدوافع للخيانة الزوجية سواء على مستوى الأزواج أو الزوجات على حدٍ سواء، وقد احتل المرتبة الأولى في دوافع الخيانة.[19]، وهذا بدوره يعكس أثر التدين في تحقيق الرضا الزوجي، حيث إن العديد من الدراسات تشير نتائجها إلى أن الأزواج المتديّنين أكثر انسجاماً من غير المتدينين [20]، مما ينعكس إيجاباً على إخلاص الزوجين وعدم الخيانة.
2. غياب الزوج أو الزوجة عن المنزل: والشعور بالغربة والحاجة إلى القرب من طرف آخر ليشبع الرغبة في الإشباع العاطفي، وقد جاء في دراسة الجوهرة آل سعود أن الاستخدام السلبي للانترنت في الخيانة العاطفية للزوج أو الزوجة ناتج عن غياب الزوج والزوجة لفترات طويلة خارج المنزل.[21]
3. سوء استخدام الإنترنت:أشار مانتوفياني (2001 م) أن الإنترنت سلاح ذو حدين، ويحمل في فضائه الخير والشر والجيد والرديء وبالتالي فيمكن أن يستخدم للخير والسوء، ومن أكثر استخداماته السيئة : الخيانة الزوجية والدخول على مواقع مخلة والتحدث مع النساء بعبارات خادشة للحياء كما يوجد الكثير من الممارسات الجنسية كرؤية الصور الإباحية والحديث الجنسي عبر المحادثات الصوتية والمرئية، وقد ذكر كوبر وآخرون (2001 م) أن قرابة 20% من مستخدمي الإنترنت قد تورطوا في علاقات جنسية مع أطراف أخرى، وكلما ازداد استخدام الإنترنت كلما ازادت الخيانات الزوجية الإلكترونية.[12]
4. الجفاف العاطفي:وتقصير الزوجة في اشباع زوجها عاطفيا وانشغالها بأمور البيت والأولاد مما يزيد في الاضطراب والقلق النفسي نظرا للجوع العاطفي أو الجنسي لدى الزوج. وقد كان من نتائج استطلاع مجلة الفرحة (2003 م، 79 : 44) أن 64% من الأزواج يرون أن إغفال الزوجة لاحتياجات زوجها العاطفية من حب وحنان تدفع الزوج لخيانتها.كما أكدت دراسة ترين أن نسبة عدم الرضا الجنسي عند الأزواج الذين عندهم أولاد دون 12 عاماً أكبر من نسبتها عند الأزواج الذين ليس لديهم أولاد دون هذا العمر؛ مما يكشف عن انشغال الزوجة بأولادها عن تحقيق الإشباع العاطفي والجنسي للزوج.
5. العلاقات الآثمة قبل الزواج: وربما كانت الخيانة مع زوجته الحالية قبل الزوج منها، والاستمرار في تلك العلاقات بعد الزواج. وقد حث الإسلام على حسن اختيار الزوج والزوجة عند الزواج فقال النبي (إذا جاءكم من ترضون دينه وخلقه فزوجوه إلا تفعلوه تكن فتنة في الأرض وفساد كبير)[22] ، وكذلك الأمر بالنسبة للمرأة فقد قال النبي: (تنكح المرأة لأربع: لمالها، ولحسبها، وجمالها، ولدينها، فاظفر بذات الدين تربت يداك).[23]

## مظاهر الخيانة العاطفية

اكتشاف الخيانة العاطفية لدى أحد الزوجين أمراً وراداً نظراً لقرب الأطراف ، خاصة في السنة الأولى من الزواج.

مع الأخذ بالاعتبار أنه ليس كل علامة مثيرة للشك تدل على الخيانة الزوجية، إلا أنه كلما زادت الدلالات كلما زاد احتمال وجود الخيانة. ومن أهم مظاهر التي قد تبدو نتيجة لوجود علاقات عاطفية خارج نطاق الزوجية:
- فتور العلاقة العاطفية بين الزوجين، وخفوت جدوة الحب بينهما، وغياب اللقاءات الرومانسية، والكلمات الغزلية.
- كثرة غياب الزوج عن أسرته، والتقصير في اللقاءات الأسرية، واعتذاره –أحياناً - باعتذارات وهمية.والخروج من البيت أو الانعزال عند استخدامه للهاتف في مكالمات مطولة ومريبة.
- حب الزوج للعزلة في مكان في البيت، واعلامه للغياب أحيانا والبقاء لساعات طويلة.
- الإسراف في الوقت الذي يقضيه الزوج امام الحاسب، ودخول مواقع مشبوهة للتعارف بين الجنسين.
- تداول رسائل غرامية مع أرقام مجهولة أو بأسماء مستعارة في الوقت الذي تشتكي فيه الزوجة من الجفاف العاطفي.
- الحرص على قفل الجوال والحاسب بأرقام سرية ، والاضطراب عند اقتراب الزوجة أو استخدامها لجواله.[24]

## الآثار السلبية للخيانة العاطفية

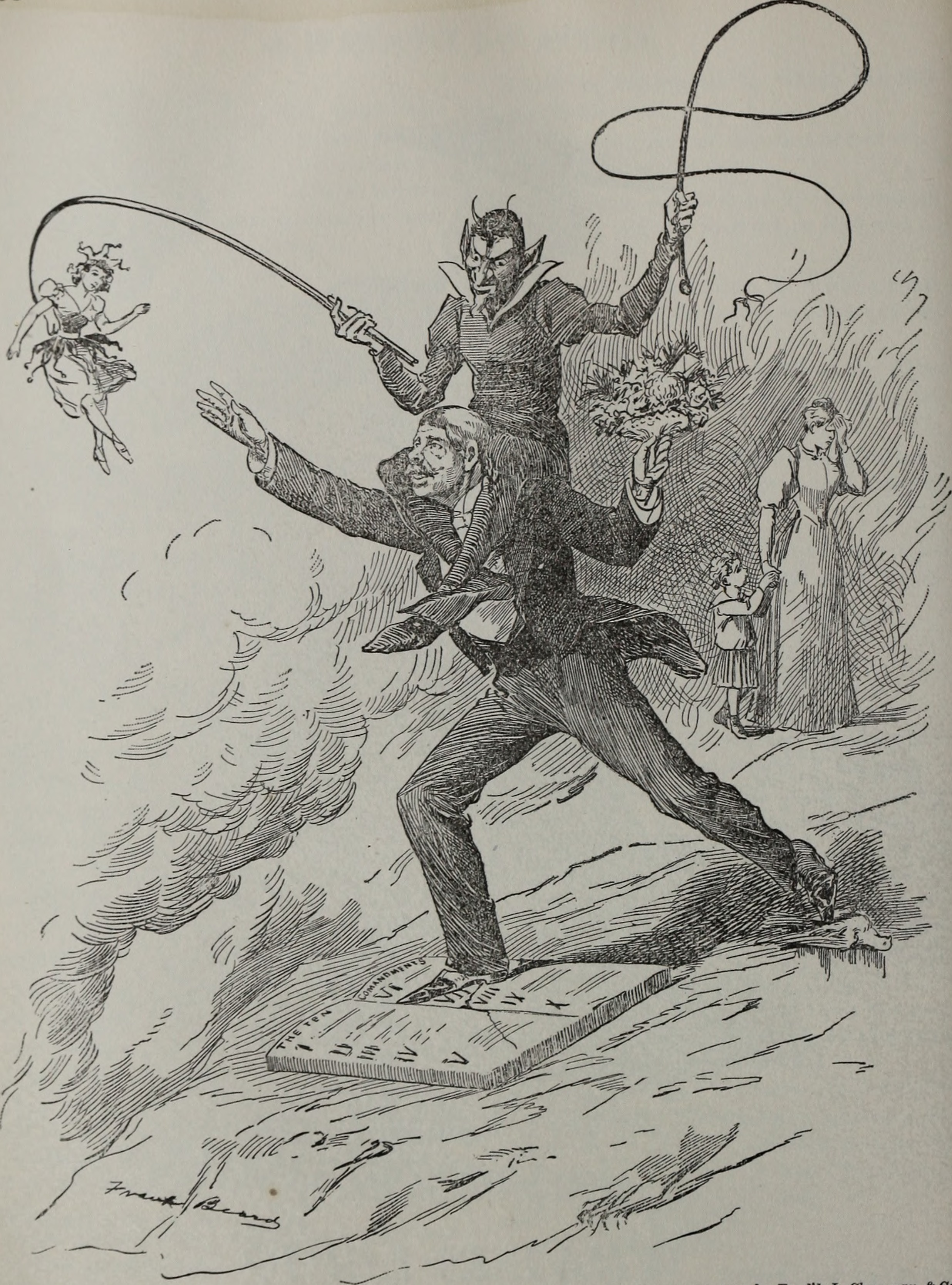
الخيانة الزوجية لها آثار نفسية واجتماعية على الأبناء

يترتب على الخيانة العاطفية آثار سلبية على الحياة الزوجية منها:

### الطلاق
يرى بعض الباحثين أن الخيانة العاطفية من التحديات الكبرى التي تهدد الاستقرار الأسري وتعصف بمنظومة القيم الاجتماعية ، وهذا ما توصل إليه (أماتو وبريفتي: 2003 م): إن الخيانة سبب رئيس للطلاق . وفي دراسة عن أسباب الطلاق الرئيسة في المجتمع الكويتي من وجهة نظر المطلقات ، تربعت الخيانة الزوجية في المقام الخامس من جملة 59 سببا للطلاق . وكذلك في المملكة العربية السعودية تمثل الخيانة الزوجية سبباً من أسباب الطلاق.

### فقدان الثقة الزوجية
الثقة دعامة البناء في الحياة الزوجية ، وفقدانها يصدع جدار الأسرة ويوهن رباط الحب بين الزوجين، ومما يترتب على خيانة الزوج لزوجته فقدان الثقة بالزوج حتى بعد توبة الزوج واستقامته والاندفاع نحو التجسس وسوء الظن باتصالاته ومواعيد عمله .

### العنف الزوجي
يرى الباحثان دالي ويلسون أن الخيانة هي من الأسباب الرئيسة للقتل الزوجي ، كما أنها سبب رئيس للعنف الزوجي.(ديفيد وتود، 1997، 193).

### انحراف الأبناء
يرى (مبيض،2003 م) أن الخيانة الزوجية لها آثار نفسية واجتماعية على الأبناء ويختلف الأثر حسب عمر الطفل حيث يشعر بعدم الثقة وعدم الاستقرار ويشعر أن الحياة يغلب عليها الغدر؛ مما ينعكس ذلك سلبًا على سلوكه.

### فتور العلاقة الزوجية
وذلك لاستغناء الزوج الخائن أو الزوجة الخائنة بإشباع الرغبة مع الطرف الثالث.

### انحراف الزوجة
من أسباب انحراف المرأة انتقامها من زوجها الخائن بخيانتها لزوجها.

## موقف الزوجين من الخيانة
أظهرت الدراسات أن النساء أكثر ميلاً للمسامحة من الرجال عموما ً في الخيانة الجنسية (الزنا) أو الخيانة العاطفية . ولكن النساء أظهرن حساسية للخيانة العاطفية أكثر من الخيانة الجنسية (ممارسة الزنا)؛ ذلك لإن الخيانة العاطفية تشكل تهديداً للزوجية أكبر من الخيانة الجنسية .

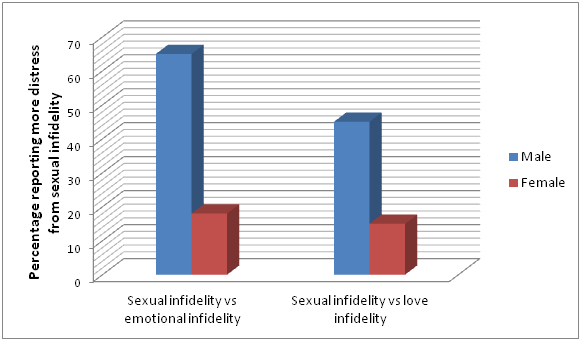
التفاوت في الغيرة بين الذكور والاناث

## علاج الخيانة العاطفية

### تعزيز العلاقة بالله و تنمية الإيمان
لإن أهم الأسباب التي تدفع إلى الخيانة الزوجية هي ضعف الوازع الإيماني؛ كان لابد أن يكون تعزيز الإيمان ورفع مستوى التدين والخوف من الله أحد أهم العوامل التي تعين على الإقلاع من الخيانة و الندم عليها .

### الإشباع الجنسي
وفقاً لدراسة (بووس وشاكلفورد: 1997م) بعنوان: القابلية للخيانة الزوجية في السنة الأولى من الزواج، تهدف الدراسة إلى دراسة مجموعة من المسببات المحتملة للوقوع في الخيانة الزوجية (الرضا الزوجي والإشباع الجنسي والمشكلات والصراعات بين الزوجين) ، على عينة بلغت 214 فرداً (107 رجل و 107 امرأة) ممن تزوجوا لأقل من سنة في وسط غرب تكساس، وقد خرجت الدراسة بعدة نتائج من أهمها: أن هناك علاقة ارتباط بين الخيانة والرضا الزواجي والإشباع الجنسي، فكلما ازداد الرضا الزوجي والإشباع الجنسي، كلما قل احتمال الوقوع بالخيانة.

### تعزيز العلاقة الجنسية والعاطفية بين الزوجين
1. تصحيح مفهوم الزوج حول الإشباع الجنسي
2. تعريف الزوجين بمهارات الإشباع العاطفي والجنسي
3. حث الزوجة على إتقان مهارات التواصل العاطفي والجنسي مع الزوج
4. حل المشكلات النفسية التي تحول دون استمتاع الزوج بزوجته عاطفيا وجنسيا
5. تصحيح مفاهيم الزوجين حول أهمية التواصل الجنسي والعاطفي بين الزوجين لا سيما لمن هم فوق 40 من العمر.[30]

### ترشيد استخدام وسائل التقنية
1. تحديد إطار أدبي وسلوكي لاستخدام وسائل التقنية (الجوال والانترنت).
2. الحث على المصارحة والمكاشفة بين الزوجين في هذه الأجهزة والوسائل .

### تقوية الروابط الأسرية وتعزيز الانتماء
1. تعريف الزوجين بمسؤولياتهما تجاه الأسرة.
2. وجود برامج ترفيهية اجتماعية أسبوعيّاً.
3. ممارسة الزوج مع زوجته بعض المناشط الترفيهية.
4. تحديد أوقات يلتزم بها الزوجان للقاء الأسري.[31]

### تصحيح العلاقة بالزملاء أو بالأصدقاء
1. الالتزام بصحبة صالحة وتجنب صاحب السوء حتى لوكان قريباً.
2. تحديد أوقات للقاء الأصحاب .

### تنمية الذات والاستثمار المواهب والقدرات لدى الزوج
1. تحديد هدف الزوج في الحياة.
2. إضفاء الثقة بالنفس والتعرف على إمكاناتها وقدراتها
3. شغل وقت الفراغ ببرامج إنمائية لتنمية وتوظيف المواهب والقدرات

## مواضيع ذات صلة
- الطلاق العاطفي
- خيانة زوجية
- خيانة جنسية

## وصلات خارجية
- دليل الإرشاد الأسري :مشكلة الخيانة الزوجية وكيف يتعامل معها المرشد الأسري.إعداد نخبة من المختصين والمختصات.الاشراف العام عبدالله السدحان، 1422هـ -2011م .
- موقع المودة نت : الخيانة العاطفية وتأثيرها على الطرف الخائن